# جون سانتاندير
جون سانتاندير (بالإسبانية: John Santander)‏ هو لاعب كرة قدم ومدرب كرة قدم تشيلي في مركز ظهير ‏، ولد في 15 مايو 1994 في كومباربالا في تشيلي. لعب مع ديبورتس لاسيرينا ونادي أونيفرسيداد دي تشيلي وهواتشيباتو.

## وصلات خارجية
- جون سانتاندير على موقع قاعدة بيانات كرة القدم.إي يو (الإنجليزية)
- جون سانتاندير على موقع Soccerway.com (الإنجليزية)
- جون سانتاندير على موقع AS.com (الإسبانية)